# 구반촌
구반촌(九蟠村)은 오카야마현 조토군에 있던 촌이다. 현재의 오카야마시 히가시구의 일부에 해당한다.

## 역사
- 1889년 6월 1일 - 정촌제 시행에 의해 조토군 구반촌이 발족하였다.
- 1953년 2월 1일 - 사다사이지정, 고즈촌, 가치촌, 쓰다촌, 미쓰마사촌. 가나다촌. 오쿠군 도요촌, 다이하쿠촌, 고지마촌 및 오쿠정의 일부와 합병, 시로 승격해 사이다이지시가 신설하여 폐지되었다.

## 참고문헌
- 角川日本地名大辞典 33 岡山県
- 『市町村名変遷辞典』東京堂出版、1990年。